# Danimarca ai Giochi della XV Olimpiade
La Danimarca ha partecipato ai Giochi della XV Olimpiade, svoltisi ad Helsinki, dal 19 luglio al 3 agosto 1952,  
con una delegazione di 129 atleti, di cui 14 donne, impegnati in 15 discipline,
aggiudicandosi 2 medaglie d'oro, 1 medaglia d'argento e 3 medaglie di bronzo.

## Medagliere

### Per discipline
| Sport       | Oro | Argento | Bronzo | Totale |
| ----------- | --- | ------- | ------ | ------ |
| Canoa/kayak | 1   | 0       | 0      | 1      |
| Vela        | 1   | 0       | 0      | 1      |
| Equitazione | 0   | 1       | 0      | 1      |
| Canottaggio | 0   | 0       | 1      | 1      |
| Pugilato    | 0   | 0       | 1      | 1      |
| Scherma     | 0   | 0       | 1      | 1      |
| Totale      | 2   | 1       | 3      | 6      |

### Medaglie
| Medaglia | Atleta                                            | Sport       | Evento                         |
| -------- | ------------------------------------------------- | ----------- | ------------------------------ |
| Oro      | Peder Rasch Finn Haunstoft                        | Canoa/kayak | C2 1000 metri maschile         |
| Oro      | Paul Elvstrøm                                     | Vela        | Finn                           |
| Argento  | Lis Hartel                                        | Equitazione | Dressage individuale           |
| Bronzo   | Svend Pedersen Poul Svendsen Tim: Jørgen Frantzen | Canottaggio | Due con maschile               |
| Bronzo   | Victor Jörgensen                                  | Pugilato    | Pesi welter                    |
| Bronzo   | Karen Lachmann                                    | Scherma     | Fioretto individuale femminile |

## Risultati

### Calcio
| Atleta | Classifica |                      |
| --- | --- | -------------------- |
| V · D · M Nazionale olimpica danese · Calcio ai Giochi Olimpici Estivi 1952 1 From · 2 Johansen · 3 P. Ey. Petersen · 4 Nielsen · 5 Knudsen · 6 K. B. Jensen · 7 P. Andersen · 8 Blicher · 9 Terkelsen · 10 Ginsborg · 11 Olesen · 12 J. P. Hansen · 13 S. Andersen · 14 P. E. Pedersen · 15 Holm · 16 Torstensen · 17 Lundberg · 18 Seebach · 19 J. W. Hansen · 20 A. R. Jensen · CT : Bjerregaard | 5° |                      |
| Nazionale olimpica danese · Calcio ai Giochi Olimpici Estivi 1952 | |                      |
| 1 From · 2 Johansen · 3 P. Ey. Petersen · 4 Nielsen · 5 Knudsen · 6 K. B. Jensen · 7 P. Andersen · 8 Blicher · 9 Terkelsen · 10 Ginsborg · 11 Olesen · 12 J. P. Hansen · 13 S. Andersen · 14 P. E. Pedersen · 15 Holm · 16 Torstensen · 17 Lundberg · 18 Seebach · 19 J. W. Hansen · 20 A. R. Jensen · CT: Bjerregaard                                                                              | 1 From · 2 Johansen · 3 P. Ey. Petersen · 4 Nielsen · 5 Knudsen · 6 K. B. Jensen · 7 P. Andersen · 8 Blicher · 9 Terkelsen · 10 Ginsborg · 11 Olesen · 12 J. P. Hansen · 13 S. Andersen · 14 P. E. Pedersen · 15 Holm · 16 Torstensen · 17 Lundberg · 18 Seebach · 19 J. W. Hansen · 20 A. R. Jensen · CT: Bjerregaard | Danimarca (bandiera) |